# Meriania versicolor
Meriania versicolor är en tvåhjärtbladig växtart som beskrevs av Antonio Lorenzo Uribe Uribe. Meriania versicolor ingår i släktet Meriania och familjen Melastomataceae. IUCN kategoriserar arten globalt som akut hotad.
Artens utbredningsområde är Colombia. Inga underarter finns listade i Catalogue of Life.